# Altenfelden
Altenfelden je městys v rakouské spolkové zemi Horní Rakousy, v okrese Rohrbach.
V roce 2012 zde žilo 2 142 obyvatel.

## Geografie
Altenfelden leží v nadmořské výšce 598 m. A. Höhe v horní části Mühlviertelu. Z hlediska prostorové struktury ochrany přírody patří komunitní oblast převážně do středohoří Mühlviertelské vrchoviny, pouze v oblasti dolního Mühltäleru má komunita podíl na rokli Dunaje a bočních údolích. Rozšíření je 7,4 km od severu k jihu a 6,6 km od západu k východu. Celková plocha pokrývá 26,43 km², což z Altenfelden dělá desátou největší ze 40 obcí v okrese. Komunitní oblast se rozkládá ve výšce kolem 310 metrů u Kleine Mühl a přes 650 metrů u Mairhof a je 28,1 procenta zalesněná (Horní Rakousko: 38,3 procenta). Dalších 64,3 procenta (Horní Rakousko: 49,3 procenta) se využívá jako zemědělská půda, zbývajících 6,6 procent městské oblasti tvoří vodní plochy, zahrady, stavební plochy a další oblasti.  Sousedními komunitami jsou Arnreit na severu, Neufelden na jihovýchodě a východě, Kleinzell v Mühlkreis na jihovýchodě a Kirchberg nad Dunajemna jihu, Niederkappel na jihozápadě, Lembach im Mühlkreis na západě a Hörbich na severozápadě.

## Počet obyvatel

### Demografické údaje
V roce 2013 žilo v obci Altenfelden 2 117 lidí, čímž se Altenfelden stal sedmým největším ze 42 obcí v okrese. Pokud jde o hustotu obyvatelstva, měl Altenfelden jedenáctou nejvyšší hustotu obyvatelstva v okrese s 80 obyvateli na km². Na konci roku 2001 bylo 96,4 procenta obyvatel Rakouska (horní Rakousko 92,8 procent, okres Rohrbach 96,9 procent  ), na začátku roku 2013 se hodnota zvýšila na 97,9 procent (horní Rakousko 91,1 procent, okres Rohrbach 96,9 procent)  ). V roce 2013 bylo v obci počítáno pouze 44 cizinců, z nichž 39 procent pocházelo z Turecka a 32 procent ze zemí EU. K římskokatolické církviV roce 2001 se přiznalo 94,3 procenta obyvatel (Horní Rakousko: 79,4 procenta  ), 2,0 procenta byli bez vyznání, 3,0 procenta byli islámské víry a 0,3 procenta byli protestanti.
Průměrný věk obyvatelstva v roce 2001 byl pod celostátním průměrem. 22,1 procenta obyvatel Altenfeldenu bylo mladších 15 let (Horní Rakousko: 18,8 procenta  ), 60,4 procenta ve věku 15 až 59 let (Horní Rakousko: 61,6 procenta ). Podíl obyvatel starších 59 let byl 17,5 procenta, což je výrazně pod celostátním průměrem 20,2 procenta. V důsledku toho se průměrný věk obyvatelstva Altenfelden změnil ve všech segmentech. Podíl osob mladších 15 let klesl k 1. lednu 2013 na 14,9 procenta, zatímco podíl osob ve věku 15 až 59 let se výrazně zvýšil na 68,4 procenta. Podíl lidí starších 59 let však klesl na 16,7 procenta. Podle jejich rodinného stavu bylo v roce 2001 48,4 procenta obyvatel Altenfeldenu svobodných, 44,6 procenta ženatých, 5,4 procenta ovdovělých a 1,7 procenta rozvedených.

### Populační vývoj
Dnešní obec Altenfelden zaznamenala na konci 19. století mezi lety 1869 a 1900 nadprůměrný populační růst ve srovnání se spolkovou zemí Horní Rakousko a okres Rohrbach, přičemž počet obyvatel se v tomto období zvýšil o 17 procent na něco přes 2 000 obyvatel. Poté následoval proces zmenšování, který trval až do roku 1939 a vrátil počet obyvatel téměř na původní úroveň z roku 1869. Poté však došlo k dalšímu zvrácení trendu a počet obyvatel se postupně opět zvyšoval až do přelomu tisíciletí. V roce 2002 obec zaznamenala vrchol s 2 247 obyvateli. Od té doby se počet obyvatel snížil přibližně o 100 lidí. Populační vývoj v posledních několika desetiletích byl charakterizován vysokým přebytkem narození a v některých případech silnou emigrací, přičemž přebytek narození v 70. a 80. letech byl mnohem vyšší než emigrace. Od 90. let 20. stoletíPokud bylo migrační saldo vyvážené, populační růst v tomto desetiletí obzvláště silně vzrostl. Po přelomu tisíciletí se však tento trend změnil a emigrace prudce vzrostla, zatímco přebytek narození výrazně poklesl.